# Oecetis scutata
Oecetis scutata är en nattsländeart som beskrevs av Georg Ulmer 1930. Oecetis scutata ingår i släktet Oecetis och familjen långhornssländor. Inga underarter finns listade i Catalogue of Life.